# Atentado das torres de Khobar
O Atentado às torres de Khobar foi um ataque terrorista que aconteceu em um complexo de casas na cidade de Khobar, na Arábia Saudita, localizado próximo ao quartel-general da companhia estatal de produção de petróleo saudita (a Saudi Aramco), em Dhahran, e quase que do lado da Base Aérea Rei Abdulaziz. Aconteceu em 25 de junho de 1996. Naquele período, as Torres Khobar estavam sendo usadas como moradia para militares da Coalizão Ocidental que participavam da Operação Southern Watch, como parte da zona de exclusão aérea imposta ao sul do Iraque.
Um caminhão bomba detonou próximo ao prédio adjacente #131, uma estrutura de oito andares que servia de casa para vários militares da Força Aérea dos Estados Unidos (Ala 4404ª). No total, 19 cidadãos americanos e um saudita foram mortos e outras 498 pessoas, de diversas nacionalidades, acabaram feridas. O governo dos Estados Unidos culpou a organização terrorista Hezbollah Al-Hejaz (em português:  Partido de Deus no Hijaz) como os responsáveis. Em 2006, uma corte americana (tribunal)  declarou que o Irã e o Hezbollah teriam orquestrado o atentado.